# Vieux Moulin de Metgermette Nord
Le Vieux Moulin de Metgermette Nord est l'un des derniers moulins à eau du Québec au Canada.

## Identification
- Nom du bâtiment : Vieux Moulin de Metgermette Nord
- Adresse civique : 150, chemin des Bois-Francs

- Municipalité : Sainte-Aurélie
- Propriété :

## Construction
- Date de construction : 1873
- Nom du constructeur :
- Nom du propriétaire initial :

## Chronologie
- Évolution du bâtiment :
- Autres occupants ou propriétaires marquants :
- Transformations majeures :

## Architecture
Bâtiment de trois étages divisé en moulin à scie et moulin à farine.

## Mise en valeur
- Constat de mise en valeur : Le Moulin Metgermette est devenu un centre touristique avec visite guidée et panneaux d’interprétation. Ce site d'interprétation témoigne d'une des dernières tentatives de colonisation française en Amérique du Nord, alors que le Français Victor Vannier voulait installer 1600 familles de France dans ce canton de Metgermette. Durant l'été, la meunerie à l'étage est aménagée en salle d’exposition. Ouvert depuis 2005 de la Saint-Jean-Baptiste à la Fête du Travail, le Vieux Moulin accueille en moyenne 500 visiteurs par saison, parfois le double.
- Site d'origine : Oui
- Constat sommaire d'intégrité :
- Responsable : Comité Histoire et Patrimoine de Sainte-Aurélie

## Note
Le plan de cet article a été tiré du Grand répertoire du patrimoine bâti de Montréal et de l'Inventaire des lieux de mémoire de la Nouvelle-France.